# 须水镇
须水镇，是中国河南省郑州市中原区歷史上下辖的一个镇。

## 历史
1994年废除须水乡，设立须水镇。2009年11月27日，经省人民政府批准，撤销郑州市中原区须水镇，在原须水镇行政区域实行城市管理体制。2010年4月16日须水镇撤销，其所辖区域划分为两个部分，设立须水、西流湖两个街道办事处，实行城市管理体制。2011年3月15日须水街道办事处成立。

## 地理
须水镇位于中原区西部，西接荥阳市，距郑州市中心约10公里，镇区面积58.7平方公里，人口5.2万（1997年），下辖有22个行政村。

## 行政区划
须水镇共辖以下地区：
井下基地社区、须水村、孙庄村、铁炉村、天王寺村、小李庄村、丁庄村、付庄村、三十里铺村、庙王村、白寨村、马庄村、三王庄村、桐树王村、址刘村、刁沟村、大李村、常庄村、西岗村、赵坡村、柿园村、二砂村、赵仙垌村。